# 布蘭德魯普鎮區 (明尼蘇達州威爾金縣)
布蘭德魯普鎮區（英語：Brandrup Township）是位於美國明尼蘇達州威爾金縣的一個行政鎮區。

## 地方資料
布蘭德魯普鎮區的面積為140.13平方千米，當中陸地面積為140.08平方千米，而水域面積為0.05平方千米。根據2020年美國人口普查的數據，當地共有人口144人，而人口密度為每平方千米1.03人。